# Ungarische Badminton-Mannschaftsmeisterschaft 1981
Die Ungarische Badminton-Mannschaftsmeisterschaft 1981 war die 13. Auflage dieser Veranstaltung. Es wurde ein Wettbewerb für gemischte Mannschaften ausgetragen. Meister wurde das Team von Honvéd Zrínyi SE.

## Endstand
| Platz | Mannschaft |
| ----- | --- |
| 1.    | Honvéd Zrínyi SE (György Vörös, Béla Jankovich, Ferenc Rolek, László Rakonczai, Jenő Bánkuti, Tibor Pinke, Ildikó Vígh, Zsuzsa Diószegi, Erzsébet Gindert) |
| 2.    | Honvéd Kilián FSE |
| 3.    | Nyíregyházi VSSC |
| 4.    | Zsombó SK |
| 5.    | MAFC |
| 6.    | Karatetétleni SE |